# احمد اکبر سبحان
احمد اکبر سبحان (انگلیسی: Ahmed Akbar Sobhan؛ زادهٔ ۱۵ فوریهٔ ۱۹۵۲) کارآفرین اهل بنگلادش است، که در سال ۱۹۸۷ گروه باشوندارا را تأسیس کرد.